# Pfarrkirche Abfaltern

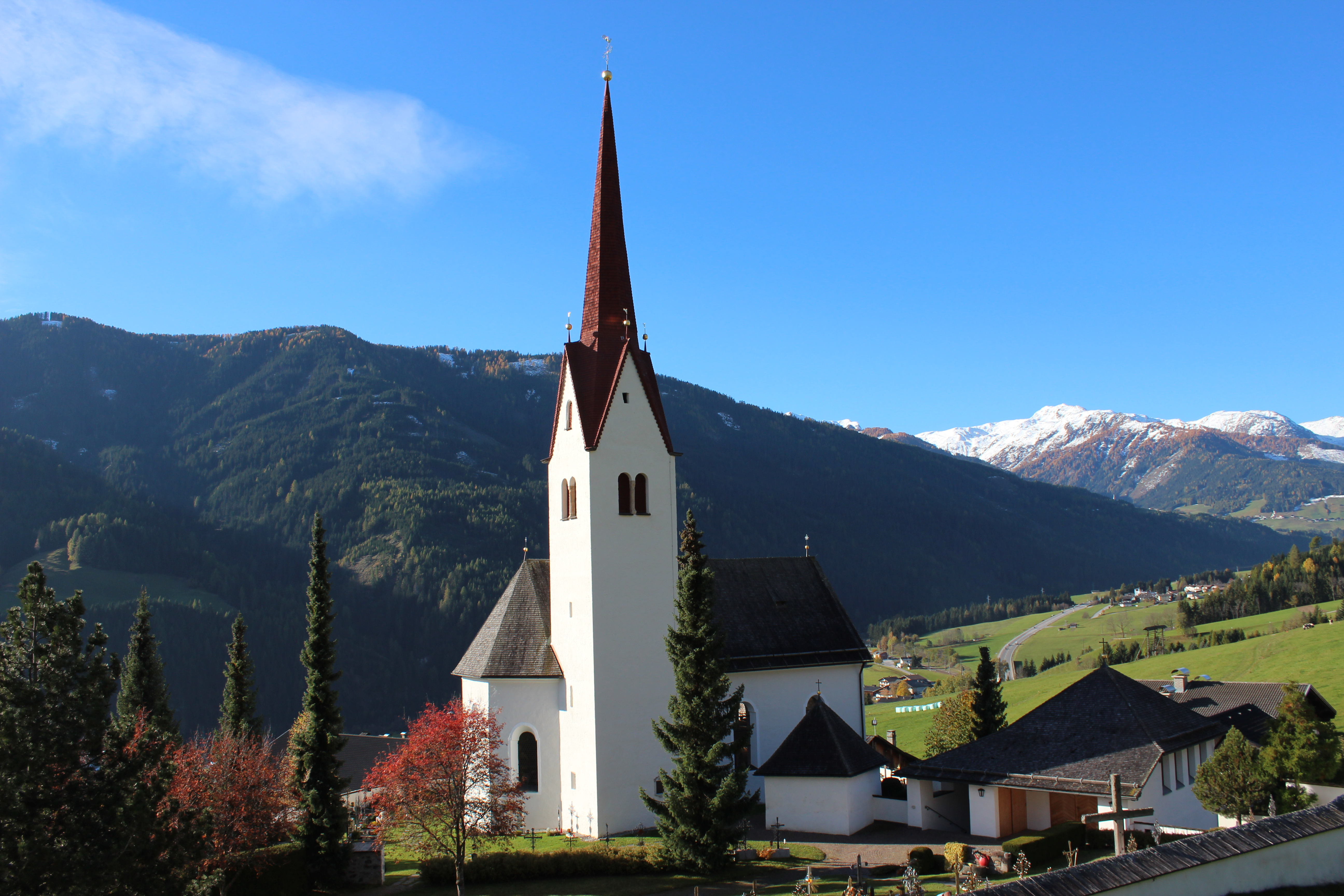
Katholische Pfarrkirche hl. Andreas in Abfaltern in Abfalternbach

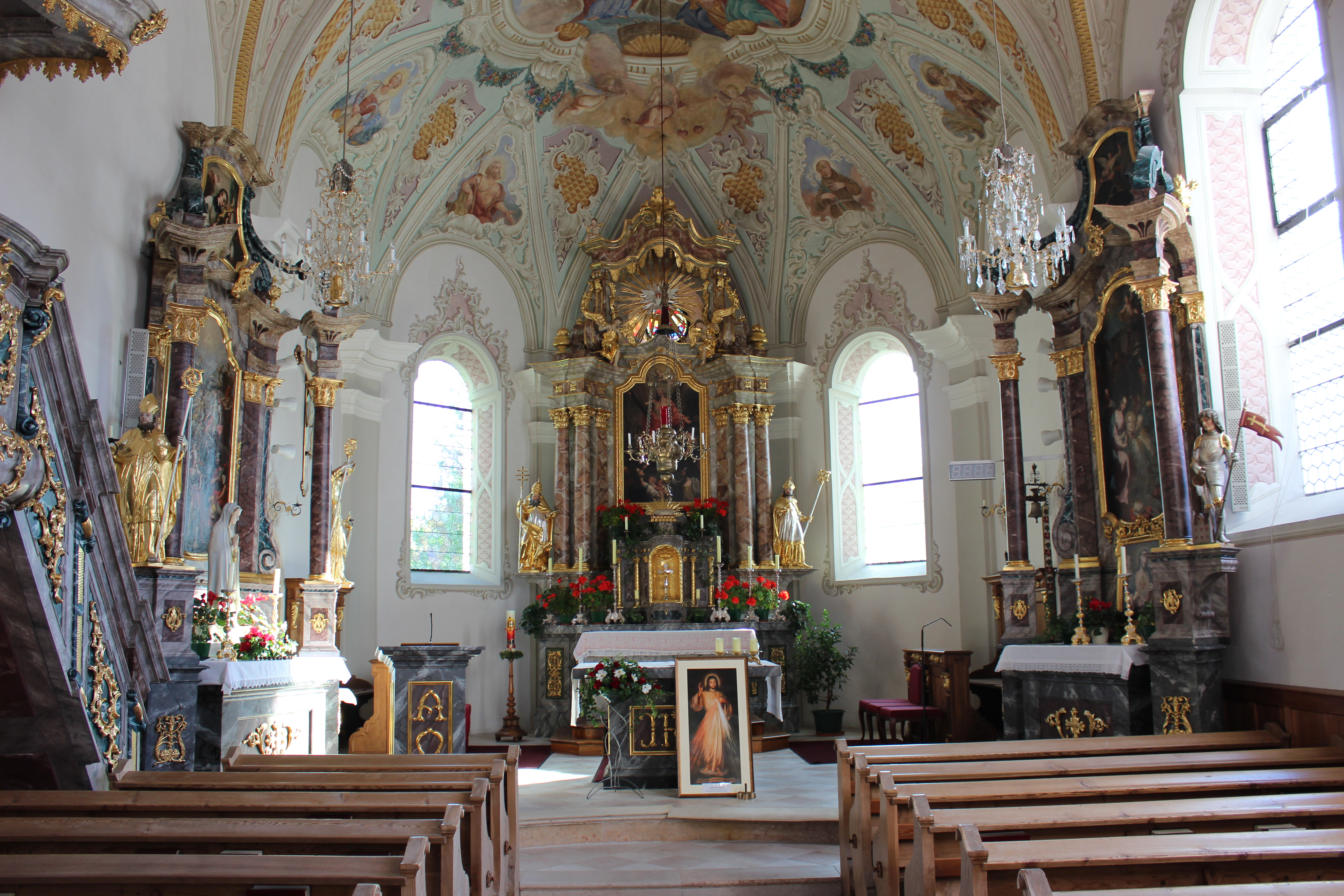
Langhaus, Blick zum Chor

Die römisch-katholische Pfarrkirche Abfaltern steht im Ort Abfaltern in der Gemeinde Abfaltersbach im Bezirk Lienz im Bundesland Tirol. Die dem Patrozinium hl. Andreas unterstellte  Pfarrkirche gehört zum Dekanat Sillian in der Diözese Innsbruck. Die Kirche steht unter Denkmalschutz (Listeneintrag).

## Geschichte
1441 wurde ein Kirchenneubau und der Friedhof geweiht. Ab 1652 war die Kirche ein Kuratiekirche. 1765 erfolgte eine Barockisierung. 1829 wurde die Sakristei angebaut. Die Kirche wurde 1891 zur Pfarrkirche erhoben.

## Architektur
Der gotische Kirchenbau – innen barockisiert – mit einem Nordturm ist von einem ummauerten Friedhof umgeben.
Die schlichte Kirche unter einem steilen Satteldach mit einem Chor mit einem Dreiseitschluss. Die Westfront hat ein Rundbogenportal unter einem Vordach, darüber eine Nische mit seitlichen Rundbogenfenstern. Der Turm steht nordseitig am Chor, er hat rundbogige Biforenschallfenster und trägt einen achtseitigen Spitzhelm. Südseitig zeigt die Kirche ein monumentales Fresko hl. Christophorus um 1450 einer Brixner Werkstatt.
Das Kircheninnere zeigt ein einschiffiges dreijochiges Langhaus, der Triumphbogen ist als schmaler Gurt ausgebildet, der Chor hat einen Fünfachtelschluss. Das durchgehende Tonnengewölbe mit Stichkappen ruht auf flachen Pilaster mit Gebälkstücken. Die Fenster haben abgesetzte Rundbogen. Das spitzbogige Turmportal hat eine Tuffsteinrahmung. Die Doppelempore mit mehrfach geschwungenen Brüstungen steht auf Säulen.
Die Gewölbemalereien schuf Josef Anton Zoller 1768/1780 mit qualitätsvoller Rokokodekoration und biblischen Darstellungen, im Chor Berufung des Petrus und Andreas und die Heiligen Notburga, Johannes der Täufer, Antonius von Padua und Isidor, im Langhaus Aufnahme des hl. Andreas in den Himmel, Anbetung der Könige und Evangelisten.

## Ausstattung
Der Hochaltar um 1765 mit Säulen, Pilastern, Gebälkaufsatz und Voluten zeigt das Hochaltarbild Martyrium des hl. Andreas von Johann Mitterwurzer und trägt die Seitenfiguren Silvester und Nikolaus vom Bildschnitzer Johann Fasching.
Die Seitenaltäre um 1775 haben den gleichen Aufbau mit weit vorgezogenen Säulen, Gebälkstücken, Volutenaufsatz und Rokokoornamente, sie zeigen links das Bild Vierzehn Nothelfer von Josef Anton Zoller und im Aufsatz den hl. Aloysius und die Statuen der Heiligen Blasius und Erasmus in Goldfassung, und rechts das Bild Anbetung der Könige von Johannes Mitterwurzer 1776, im Aufsatz das Bild Tod des hl. Franz Xaver und die gotischen Figuren der Heiligen Georg und Florian deponiert und ersetzt durch die neugotischen Figuren der Heiligen Dorothea und Katharina.
Die Kanzel aus 1765 zeigt reiche Rocailleornamentik, am Kanzeldach die Allegorien von Glaube, Hoffnung und Liebe sowie Engel mit Posaune von Johann Fasching.
Das Heilig Grab entstand um 1800. Die barocke Weihnachtskrippe hat bekleidete Figuren.
Die Orgel ist neu.

## Grabdenkmäler
Außen neben dem Portal
- Grabstein zu Kurat Josef Lorenz Klettenhammer gestorben 1785.